# Больбриц

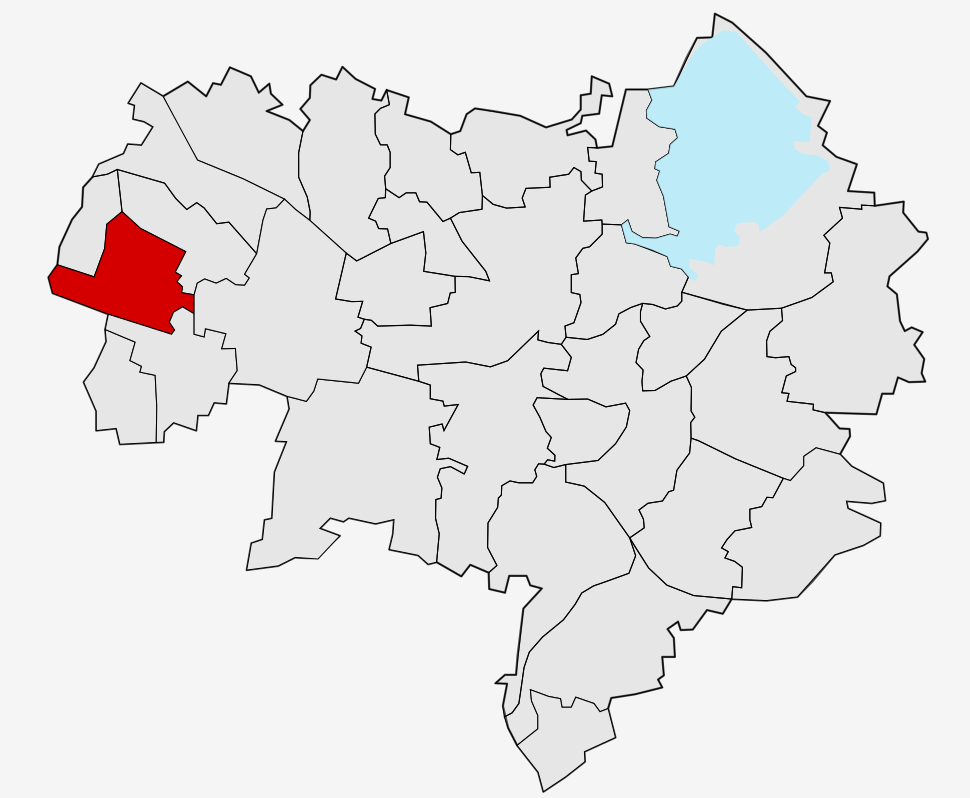
Больбриц на городской карте Баутцена

Бо́льбриц или Бо́льборцы (нем. Bolbritz; в.-луж. Bolborcyо файле) — сельский населённый пункт в Верхней Лужице, входящий с 1999 года в городские границы Баутцена, Германия. Район Баутцена.

## География
Находится около шести километров западнее исторического центра Баутцена. Через населённый пункт проходит автомобильная дорога K7276, которая соединяет деревню на юго-западе с автомагистралью A4. На севере от деревни находится холм Перлеберг (славянское наименование — Перла; (нем. Perleberg, в.-луж. Perla)) высотой 216 метров над уровнем моры и на западе — холм Гуситова-Гора (Husitowa hora) высотой 243 метров над уровнем моря.
Соседние населённые пункты: на северо-востоке — деревня Горни-Вунёв (в городских границах Баутцена), на востоке — деревня Слона-Боршч (в городских границах Баутцена) на юго-востоке — деревня Блогашецы (в городских границах Баутцена), на юго-западе — деревня Янецы коммуны Гёда и на западе — деревня Лешава (в городских границах Баутцена).
Серболужицкий натуралист Михал Росток в своём сочинении «Ležownostne mjena» упоминает земельные наделы в окрестностях деревни под наименованиями: Hatki, Na Kałońcy, Chrósty, Husitiska hora.

## История
Впервые упоминается в 1283 году по именам двух монахов Герарда и Иоанна из Больберица (Gerhardus et Johannes fratres de Bolberitz). До 1969 года деревня была административным центром одноимённой коммуны, с 1969 по 1994 года — деревня входила в состав коммуны Гёда, с 1994 по 1999 года — в коммуну Клайнвелька, в 1999 году вошла в городские границы Баутцена.
В настоящее время деревня входит в состав культурно-территориальной автономии «Лужицкая поселенческая область», на территории которой действуют законодательные акты земель Саксонии и Бранденбурга, содействующие сохранению лужицких языков и культуры лужичан.
Исторические немецкие наименования
- Gerhardus et Johannes fratres de Bolberitz, 1283
- Bolb(e)ricz, 1419
- Bollberitz, 1535
- Bolbritz, 1548
- Polwericz,1622

Историческое серболужицкое наименование
- Bolboricy[8]

## Население
Официальным языком в населённом пункте, помимо немецкого, является также верхнелужицкий язык.
Согласно статистическому сочинению «Dodawki k statisticy a etnografiji łužickich Serbow» Арношта Муки в 1884 году в деревне проживало 145 человека (из них — 136 лужичанина (94 %)).
Лужицкий демограф Арношт Черник в своём сочинении «Die Entwicklung der sorbischen Bevölkerung» указывает, что в 1956 году при общей численности в 532 человека (вместе с деревней Дебрикецы) серболужицкое население деревни составляло 26,5 % (94 взрослых, которые свободно владели верхнелужицким языком, 20 взрослых — пассивно и 27 несовершеннолетних владели свободно языком).
| 1834 | 1871 | 1890 | 1910 | 1925 | 1939 | 1946 | 1950 | 1964 | 2020 |
| ---- | ---- | ---- | ---- | ---- | ---- | ---- | ---- | ---- | ---- |
| 98   | 116  | 135  | 360  | 379  | 406  | 494  | 1310 | 496  | 125  |

## Достопримечательности
Культурные памятники федеральной земли Саксония
Всего в населённом пункте шесть объектов, относящихся к памятникам культуры и истории
| № | Объект                                                                                           | Немецкое наименование | Датировка                  | Месторасположение   | Номер объекта в реестре | Фото |
| - | ------------------------------------------------------------------------------------------------ | --- | -------------------------- | ------------------- | ----------------------- | ---- |
| 1 | Жилой дом с конюшней, сарай с голубятней, хозяйственная постройка открытого трёхстороннего двора | Wohnstallhaus, kleine Scheune mit Taubenschlag und ein Seitengebäude (Scheune-Stall-Wohnhaus) eines exponierten Dreiseithofes | Вторая половина XIX века   | Bolbritz 5          | 09302910                |      |
| 2 | Жилой дом                                                                                        | Wohnhaus | Вторая половина XIX века   | Bolbritz 8          | 09250281                |      |
| 3 | Жилой дом с прямоугольной пристройкой (бывшая кузница) и сараем                                  | Wohnhaus mit rechtwinkligem Anbau (in diesem ehemals Schmiede) und Scheune                                                    | Около 1850 года            | Bolbritz 12         | 09250280                |      |
| 4 | Жилой дом                                                                                        | Wohnhaus | Вторая половина XVIII века | Bolbritz 16         | 09253698                |      |
| 5 | Два дома и ограда бывшего верхнего двора                                                         | Zwei Wohnhäuser und Einfriedungsmauer des ehemaligen Oberhofes                                                                | Вторая половина XVIII века | Bolbritz 21, 22, 23 | 09253698                |      |
| 6 | Водонапорная башня                                                                               | Wasserburg Bolbritz | XIII век                   | Bolbritz 33         | 09253016                |      |